# Подгорное (Новониколаевский район)
Подго́рное (укр. Підгірне) — село,
Подгорненский сельский совет,
Новониколаевский район,
Запорожская область,
Украина.
Код КОАТУУ — 2323684001. Население по переписи 2001 года составляло 376 человек.
Является административным центром Подгорненского сельского совета, в который, кроме того, входят сёла
Дубовый Гай,
Листовка,
Николаевка Вторая.
Новосолёное,
Петропавловка,
Родинское и
Сергеевка.

## Географическое положение
Село Подгорное находится на правом берегу реки Солёная,
на противоположном берегу расположено село Петропавловка.

## История
- Основано как хутор Тиссена во второй половине XIX века выходцами из окрестных сел.
- В 1921 году переименовано в село Подгорное.

## Экономика
- «Нива», ООО.

## Объекты социальной сферы
- Школа.
- Детский сад.
- Дом культуры.
- Фельдшерско-акушерский пункт.

## Достопримечательности
- Братская могила советских воинов.